# Eupithecia frostiata
Eupithecia frostiata là một loài bướm đêm trong họ Geometridae.